# Rio Arduzel
O Rio Arduzel é um rio da Romênia afluente do rio Someş, localizado no distrito de Maramureş.